# Hoshihananomia oshimae
Hoshihananomia oshimae là một loài bọ cánh cứng trong họ Mordellidae. Loài này được Nomura miêu tả khoa học năm 1967.